# Vòng loại Giải vô địch bóng đá thế giới 1978
Tổng cộng có 107 đội tuyển quốc gia tham dự vòng loại Giải vô địch bóng đá thế giới 1978, bắt đầu với lễ bốc thăm vòng loại sơ bộ vào ngày 20 tháng 11 năm 1975 tại Thành phố Guatemala. Argentina, với tư cách là nước chủ nhà, và Tây Đức, với tư cách là đương kim vô địch, được đặc cách tham dự vòng chung kết, 14 suất tham dự được phân bổ cho các đội còn lại.
16 suất tham dự vòng chung kết World Cup 1978 được phân chia theo các khu vực châu lục như sau:
- Châu Âu (UEFA): 9 hoặc 10 suất. 1 suất thuộc về Tây Đức (đặc cách), 9 suất còn lại được 31 đội tuyển cạnh tranh. Đội xếp thứ 9 sẽ phải đá play-off liên lục địa với một đội đến từ khu vực CONMEBOL.
- Nam Mỹ (CONMEBOL): 3 hoặc 4 suất, 1 suất thuộc về Argentina (chủ nhà), 3 suất còn lại được 9 đội cạnh tranh. Đội xếp thứ 3 sẽ đá play-off liên lục địa với một đội đến từ UEFA.
- Bắc, Trung Mỹ và Caribe (CONCACAF): 1 suất, 16 đội tranh tài để giành quyền vào vòng chung kết.
- Châu Phi (CAF): 1 suất, 26 đội tham dự vòng loại.
- Châu Á (AFC) và Châu Đại Dương (OFC): 1 suất, 22 đội tranh tài.

Tổng cộng 95 đội đã thi đấu ít nhất một trận trong vòng loại. Có 252 trận đấu được tổ chức và 723 bàn thắng được ghi, trung bình 2,87 bàn/trận.

## Vòng loại khu vực

### AFC and OFC
Iran vượt qua vòng loại.

### CAF
Tunisia vượt qua vòng loại.

### CONCACAF
Mexico vượt qua vòng loại.

### CONMEBOL

#### Vòng 1

##### Bảng 1
| VT | Đội      | Đ | ST | T | H | B | BT | BB | HS |
| -- | -------- | - | -- | - | - | - | -- | -- | -- |
| 1  | Brasil   | 6 | 4  | 2 | 2 | 0 | 8  | 1  | +7 |
| 2  | Paraguay | 4 | 4  | 1 | 2 | 1 | 3  | 3  | 0  |
| 3  | Colombia | 2 | 4  | 0 | 2 | 2 | 1  | 8  | −7 |

##### Bảng 2
| VT | Đội       | Đ | ST | T | H | B | BT | BB | HS |
| -- | --------- | - | -- | - | - | - | -- | -- | -- |
| 1  | Bolivia   | 7 | 4  | 3 | 1 | 0 | 8  | 3  | +5 |
| 2  | Uruguay   | 4 | 4  | 1 | 2 | 1 | 5  | 4  | +1 |
| 3  | Venezuela | 1 | 4  | 0 | 1 | 3 | 2  | 8  | −6 |

##### Bảng 3
| VT | Đội     | Đ | ST | T | H | B | BT | BB | HS |
| -- | ------- | - | -- | - | - | - | -- | -- | -- |
| 1  | Perú    | 6 | 4  | 2 | 2 | 0 | 8  | 2  | +6 |
| 2  | Chile   | 5 | 4  | 2 | 1 | 1 | 5  | 3  | +2 |
| 3  | Ecuador | 1 | 4  | 0 | 1 | 3 | 1  | 9  | −8 |

#### Vòng cuối
| VT | Đội     | Đ | ST | T | H | B | BT | BB | HS  |
| -- | ------- | - | -- | - | - | - | -- | -- | --- |
| 1  | Brasil  | 4 | 2  | 2 | 0 | 0 | 9  | 0  | +9  |
| 2  | Perú    | 2 | 2  | 1 | 0 | 1 | 5  | 1  | +4  |
| 3  | Bolivia | 0 | 2  | 0 | 0 | 2 | 0  | 13 | −13 |

Brazil và Peru vượt qua vòng loại. Bolivia giành quyền tham dự play-off UEFA–CONMEBOL.

### UEFA
Bảng 1 – Ba Lan vượt qua vòng loại.
Bảng 2 – Ý vượt qua vòng loại.
Bảng 3 – Áo vượt qua vòng loại.
Bảng 4 – Hà Lan vượt qua vòng loại.
Bảng 5 – Pháp vượt qua vòng loại.
Bảng 6 – Thụy Điển vượt qua vòng loại.
Bảng 7 – Scotland vượt qua vòng loại.
Bảng 8 – Tây Ban Nha vượt qua vòng loại.
Bảng 9 – Hungary giành quyền tham dự play-off UEFA–CONMEBOL.

## Play-off liên lục địa: UEFA v CONMEBOL
Các đội sẽ thi đấu với nhau theo thể thức lượt đi và lượt về. Đội thắng sẽ giành quyền đi tiếp.
| Đội 1   | TTS | Đội 2   | Lượt đi | Lượt về |
| ------- | --- | ------- | ------- | ------- |
| Hungary | 9–2 | Bolivia | 6–0     | 3–2     |

## Đội tuyển vượt qua vòng loại

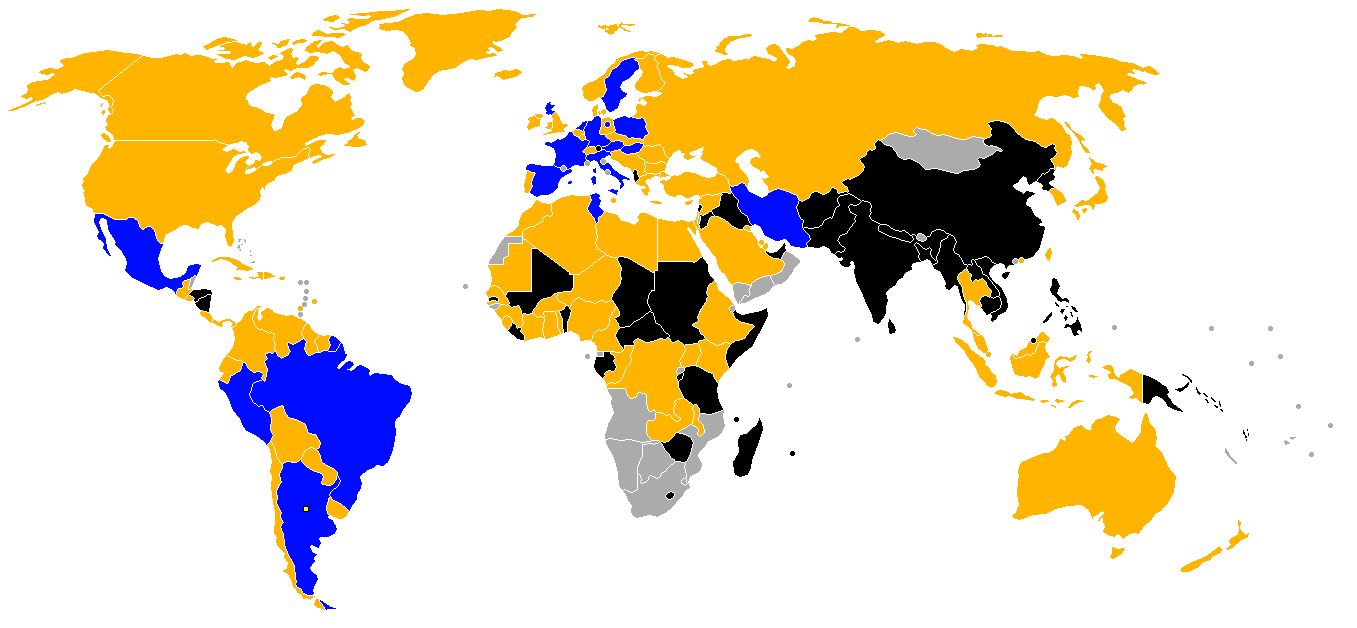
Quốc gia vượt qua vòng loại World Cup
Quốc gia không vượt qua vòng loại
Quốc gia không tham dự
Quốc gia không phải thành viên FIFA

Dưới đây là 16 đội vượt qua vòng của Giải vô địch bóng đá thế giới 1978:
| Đội tuyển                   | Ngày vượt qua vòng loại | Số lần tham dự vòng chung kết | Chuỗi tham dự liên tiếp | Lần cuối tham dự |
| --------------------------- | ----------------------- | ----------------------------- | ----------------------- | ---------------- |
| Argentina (chủ nhà)         | 6 tháng 7 năm 1966      | 7                             | 2                       | 1974             |
| Áo                          | 30 tháng 10 năm 1977    | 4                             | 1                       | 1958             |
| Brasil                      | 14 tháng 7 năm 1977     | 11                            | 11                      | 1974             |
| Pháp                        | 16 tháng 11 năm 1977    | 7                             | 1                       | 1966             |
| Hungary                     | 30 tháng 11 năm 1977    | 7                             | 1                       | 1966             |
| Iran                        | 25 tháng 11 năm 1977    | 1                             | 1                       | —                |
| Ý                           | 3 tháng 12 năm 1977     | 9                             | 5                       | 1974             |
| México                      | 19 tháng 10 năm 1977    | 8                             | 1                       | 1970             |
| Hà Lan                      | 26 tháng 10 năm 1977    | 4                             | 2                       | 1974             |
| Perú                        | 17 tháng 7 năm 1977     | 3                             | 1                       | 1970             |
| Ba Lan                      | 21 tháng 9 năm 1977     | 3                             | 2                       | 1974             |
| Scotland                    | 12 tháng 10 năm 1977    | 4                             | 2                       | 1974             |
| Tây Ban Nha                 | 30 tháng 11 năm 1977    | 5                             | 1                       | 1966             |
| Thụy Điển                   | 30 tháng 10 năm 1977    | 7                             | 3                       | 1974             |
| Tunisia                     | 11 tháng 12 năm 1977    | 1                             | 1                       | —                |
| Tây Đức (đương kim vô địch) | 7 tháng 7 năm 1974      | 9                             | 7                       | 1974             |

## Cầu thủ ghi nhiều bàn thắng
9 bàn thắng
- Roberto Bettega

7 bàn thắng
- Hans Krankl
- Luis Ramírez Zapata
- Emmanuel Sanon
- Keith Nelson

6 bàn thắng
- John Kosmina
- Peter Ollerton
- Mahmoud El Khatib
- Óscar Enrique Sánchez
- Leintz Domingue
- Faisal Al-Dakhil
- Víctor Rangel